# Натриев пероксид
Динатриев пероксид (Na2O2) е химично съединение, което може да се разглежда като натриева сол на слабата двуосновна киселина водороден пероксид. Макар че е кислородно съединение, не е оксид. Използва се за възстановяване на кислорода от въглеродния диоксид в подводниците. При взаимодействието си с него се получава динатриев карбонат (Na2CO3) и се отделя кислород. Натриев пероксид може да се образува при изгарянето на натрий в кислородна среда. Натриев пероксид е бил използван за избелване на целулозата при производство на хартия и текстил. Понастоящем се използва главно при специализирани лабораторни операции, като например добив на минерали от различни руди. Натриев пероксид може да се открие под търговските наименования Solozone и Flocool. В химични препарати натриев пероксид се използва като оксидиращ агент. Използва се като източник на кислород – реагира с въглероден диоксид, като се получава кислород и натриев карбонат, поради което е особено полезен във водолазни костюми, подводници и др. Литиевият пероксид има подобни приложения (например в космическите кораби).